# Radića Brdo
Radića Brdo (en cyrillique : Радића Брдо) est un village de Bosnie-Herzégovine. Il est situé dans la municipalité de Travnik, dans le canton de Bosnie centrale et dans la fédération de Bosnie-et-Herzégovine. Selon les premiers résultats du recensement bosnien de 2013, il compte 243 habitants.

## Géographie
Le village est situé dans les faubourgs nord de Travnik.

## Démographie

### Évolution historique de la population dans la localité
| 1948 | 1953 | 1961 | 1971 | 1981 | 1991 | 2013 |
| ---- | ---- | ---- | ---- | ---- | ---- | ---- |
| -    | -    | 256  | 285  | 394  | 315  | 243  |

|  |